# Biserica Preasfânta Inimă a lui Isus din Praga
Biserica Preasfânta Inimă a lui Isus (în cehă Kostel Nejsvětějšího Srdce Páně) este o biserică romano-catolică aflată în Piața George de Poděbrady (Náměstí Jiřího z Poděbrad) din cartierul Vinohrady al orașului Praga. Edificiul este considerat drept una dintre cele mai semnificative construcții religioase cehe din secolul al XX-lea.
Biserica a fost construită între anii 1928 și 1932 după planurile arhitectului sloven Jože Plečnik.

## Istoric

### Proiecte
Suburbia Vinohrady de la periferia orașului Praga a început să se dezvolte foarte repede la începutul secolului al XX-lea, astfel că biserica parohială Sf. Ludmila devenise neîncăpătoare. La sfârșitul Primului Război Mondial exista doar o biserică romano-catolică în cartier, ce era insuficientă față de nevoile spirituale ale localnicilor. În primăvara anului 1919 s-a întrunit un consiliu de construcție a unei noi biserici parohiale care a decis să convoace un concurs public de proiecte. Un grup de arhitecți cehi renumiți a propus ca, indiferent de rezultatul concursului, lucrarea să i se încredințeze arhitectului sloven Jože Plečnik ce proiectase printre altele și Biserica Sfântului Spirit din Viena. Plečnik nu a participat la concurs și a respins pe moment propunerea care i s-a făcut, motivând că nu cunoștea credința religioasă a cehilor.
Arhitectul sloven a acceptat mai târziu să-și aducă contribuția la proiectarea bisericii. El a propus la sfârșitul anului 1921 lărgirea capelei Sf. Alfons, iar în 1922 a realizat mai multe proiecte ale unei biserici cu campanilă. Potrivit convingerii sale că există doar două stiluri arhitectonice originale, cel grecesc și cel gotic, Plečnik l-a ales pe primul dintre ele și a proiectat biserica ca un templu antic gigantic, dispunând capele laterale în jurul navei centrale. Biserica urma să aibă arcade mari și decorațiuni bogate cu figuri de sfinți, ea urmând să domine clădirile învecinate cu cei 25 de metri ai săi. Realizarea acestei variante a fost întreruptă din cauza lipsei de bani și a situației de proprietate neclare.
Începerea lucrărilor de construcție s-a tărăgănat timp de șase ani, consiliul de construcție dorind realizarea unei biserici monumentale. Plečnik a realizat în 1925 un proiect pentru o nouă clădire, care era semnificativ mai mică decât modelul anterior și mai ieftină. A fost o idee revoluționară: o sală gigantică cu un tavan casetat, în al cărei interior puteau fi amenajate mai târziu mai multe altare. Biserica urma să aibă un turn clopotniță extrem de larg plasat între navă și sacristie. Înălțimea turnului corespundea lungimii navei. 

### Lucrările de construcție

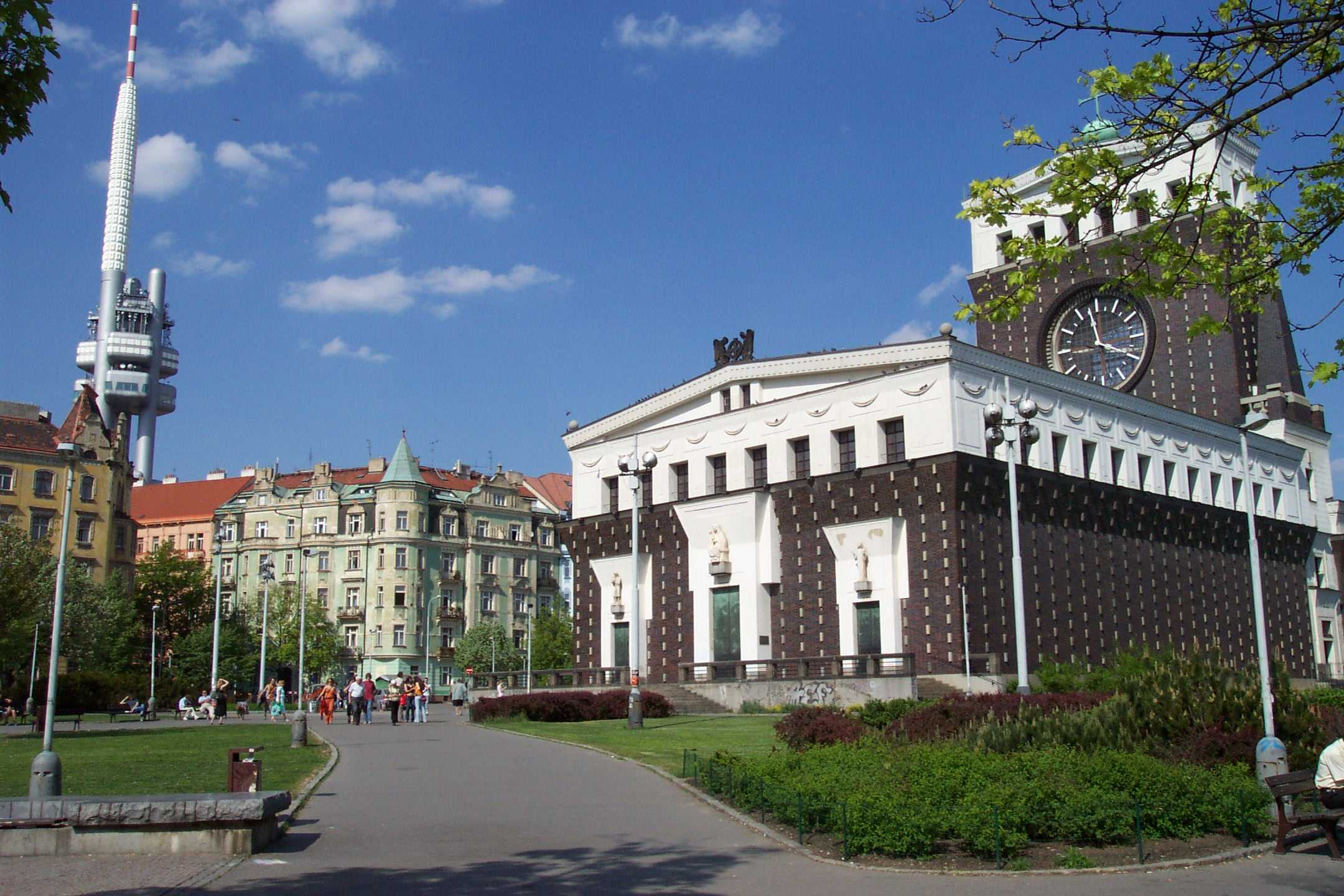
Biserica și parcul din jurul ei

Piatra de temelie a bisericii a fost pusă la 28 octombrie 1928, cu ocazia celei de a 10-a aniversări a înființării Republicii. Plečnik a proiectat o sală vastă, care părea că arată ca o catacombă. Fațada era realizată din cărămidă și piatră cioplită. Iluminarea se făcea în mod indirect prin intermediul ferestrelor plasate în partea de sus a zidurilor ce transmiteau lumina către paviment ce o reflecta în interior. Arcul din spatele altarului este format din fragmente arheologice ale unor edificii mai vechi ce făceau parte din Cetatea Praga, ceea ce-i conferă monumentului o valoare istorică inestimabilă. Tavanul este casetat și realizat din lemn. Cu ajutorul turnului clopotniță, care face parte din frontispiciu, biserica originală a obținut o înălțime dublă. Rozasa cu piramide laterale aseamănă lăcașul de cult cu o catedrală gotică. Plečnik a realizat cea mai mare parte a proiectului, precum și lucrările de amenajare ale Castelului Praga, fără a accepta, se zice, vreun onorariu. Construcția acestei biserici s-a derulat în paralel cu cea a Bisericii Sf. Francisc din Ljubljana, orașul în care arhitectul se născuse și unde a murit la 7 ianuarie 1957. 
Pentru că fundațiile au fost mult mai scumpe decât s-a planificat, Plečnik a simplificat proiectul pentru a micșora costurile, renunțând să mai ornamenteze partea superioară a fațadei cu chipuri de îngeri și înlocuind piatra din portal și de la ramele ferestrelor cu un ipsos ieftin, de culoare albă. Construcția exterioară a fost finalizată în 1930, iar Plečnik a trimis în 1931 la Praga planurile de design interior în conformitate cu care a fost realizat doar altarul principal, în timp ce amenajarea mai multor altare în spațiul rămas liber a fost omisă. Arhitectul nu a văzut niciodată biserica terminată deoarece el a plecat din Praga în 1934.
Biserica a fost sfințită la 8 mai 1932 de către Karel Kašpar, arhiepiscop de Praga (1931-1941) și viitor cardinal (1935), cu toate că interiorul ei era aproape complet gol. Altarul principal a fost finalizat, cu excepția câtorva detalii, abia în anul 1939. La începutul anilor 1940, Otto Rothmayer a proiectat și a adăugat altarele laterale ale prezbiteriului, dedicate Sf. Anton și Sf. Teresa, folosind unele elemente din proiectul lui Plečnik. Realizarea ornamentațiilor de pe fațadă și mobilarea interioară a navei și sacristiei au fost începute în timpul celui de-al Doilea Război Mondial, dar lucrările nu au fost niciodată finalizate în totalitate.
Planurile lui Plečnik ce prevedeau o reamenajare a spațiului Pieței George de Poděbrady au rămas neterminate, iar anumite elemente ale bisericii au fost completate mai târziu de către discipolul său, Otto Rottmayer. 

### Monument cultural de importanță națională
În timpul celui de-al Doilea Război Mondial au fost topite șase clopote din turnul acestei biserici pentru ca metalul să fie folosit la producția de arme, iar în 1992 i-au fost restituie două copii ale clopotelor. În anul 2010 biserica a fost inclusă pe lista monumentelor culturale naționale ale Republicii Cehe. În anul 2014, în sediul Primăriei districtului Praga 3, reprezentanții ministerelor culturii din Republica Cehă și din Slovenia au avut o reuniune comună în care au nominalizat această biserică pentru înscrierea pe lista Patrimoniului Mondial UNESCO.

## Arhitectură

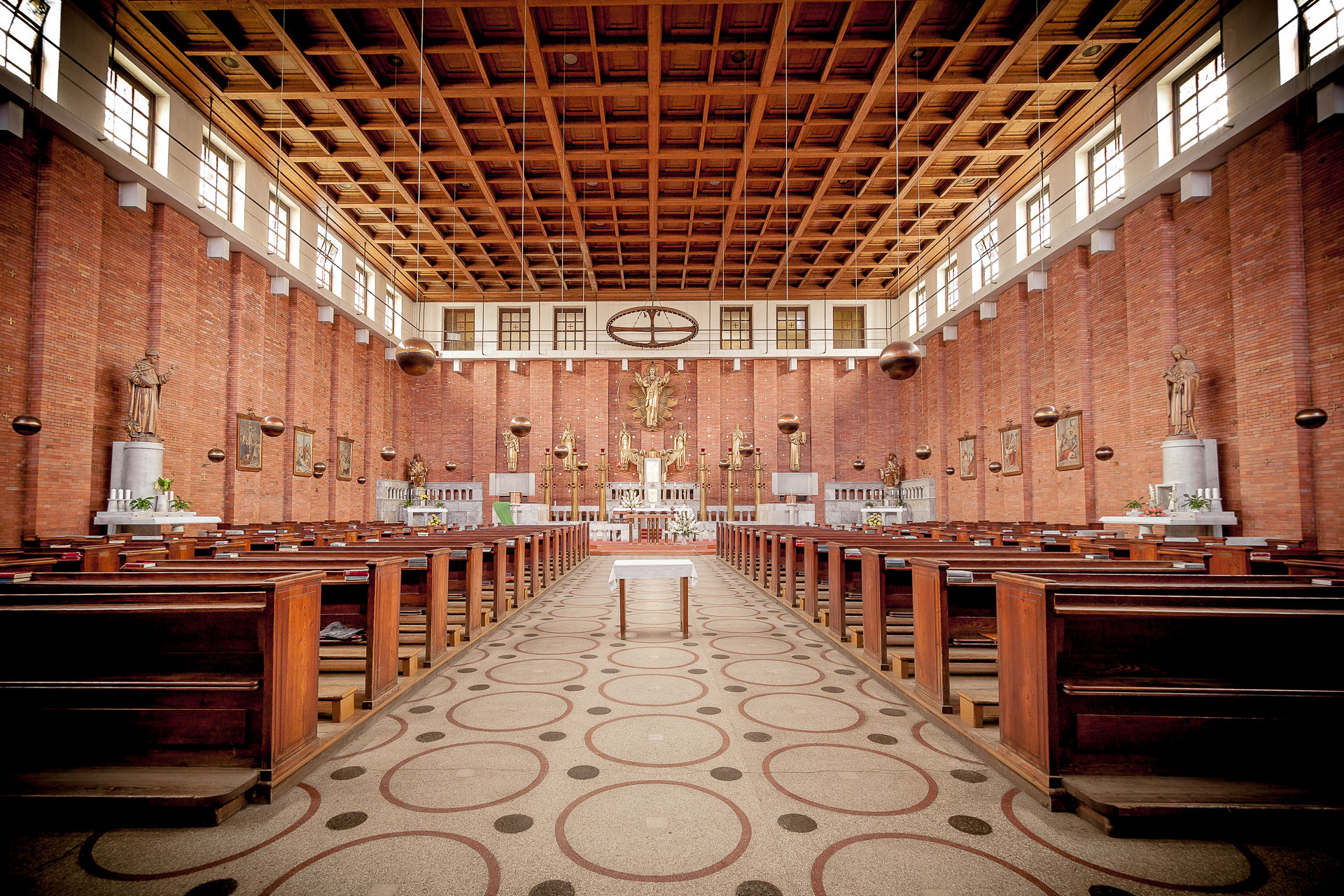
Interiorul bisericii (2013)

Plečnik și-a găsit inspirația în modelele antice și paleocreștine. Biserica este inspirată de templele Egiptului Antic și de bazilicile primilor creștini și se află la marginea mișcărilor moderne, având forma unei arci. O serie de motive folosite de Plečnik pentru decorațiunile clădirii sale sunt inspirate de simboluri regale, mai ales datorită faptului că biserica se află în cartierul numit cândva Královské Vinohrady - Vinohrady Regal.
Edificiul este construit din cărămidă, având un turn masiv în formă de paralelipiped, cu o înălțime de 42 de metri; el conține șase clopote și un ceas rotund smălțuit cu diametrul de 7,5 metri, fiind astfel unul dintre cele mai mari din Republica Cehă.
Pereții sunt placați în interior cu ceramică naturală, completată cu mici elemente decorative din aur. Altarul este realizat din marmură albă, având suspendată deasupra o statuie aurită de trei metri a lui Isus Cristos, plasată într-o inimă simbolică. De o o parte și de alta a acestei statui se află statuile din lemn ale celor șase sfinți patroni ai Boemiei: Sfântul Ioan Nepomuk, Agnes de Boemia, Sfântul Adalbert, Sfântul Venceslau, Sfânta Ludmila și Sfântul Procopie.
La subsol se află o capelă spațioasă cu o boltă semicilindrică.

## Imagini

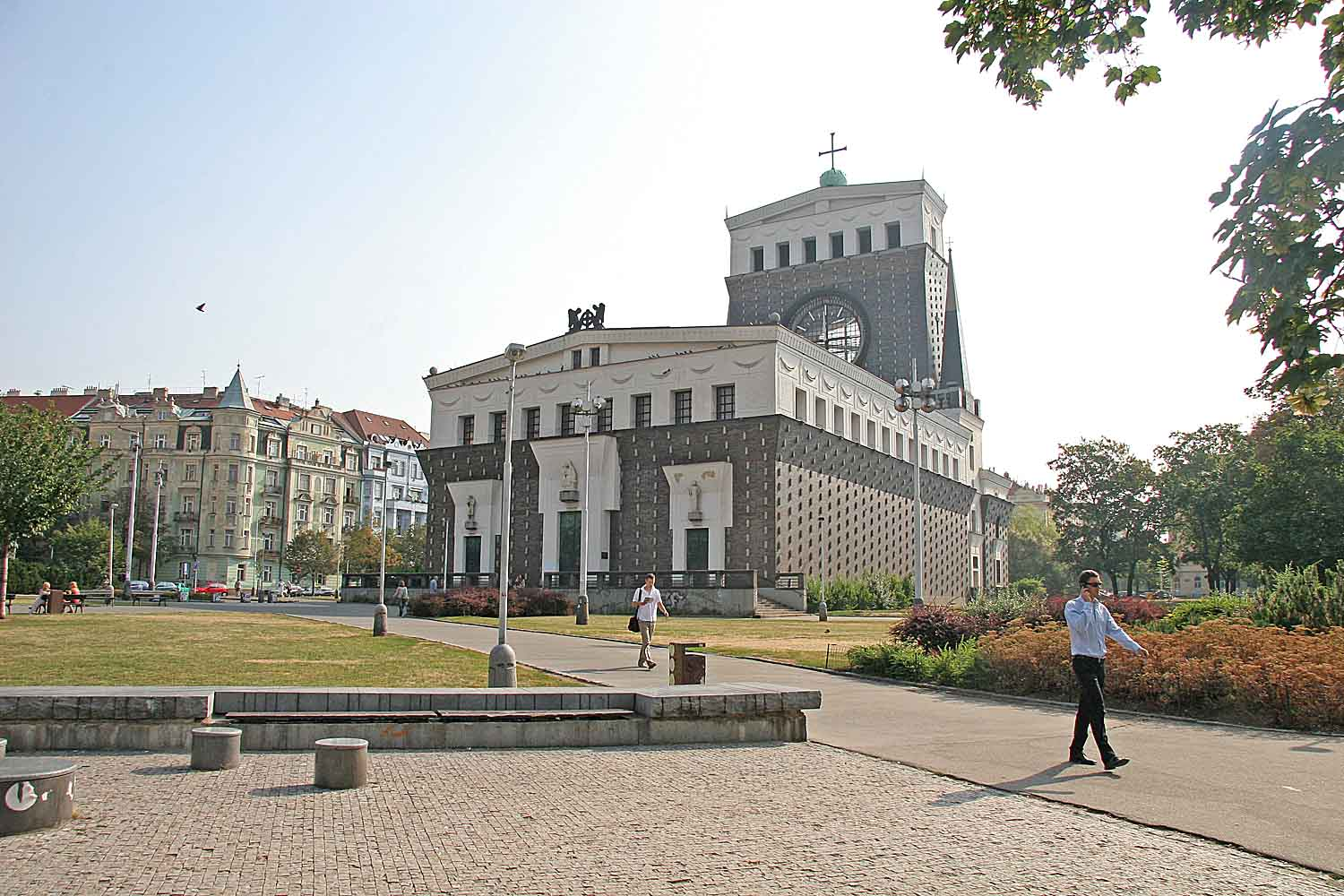
Biserica Preasfânta Inimă a lui Isus
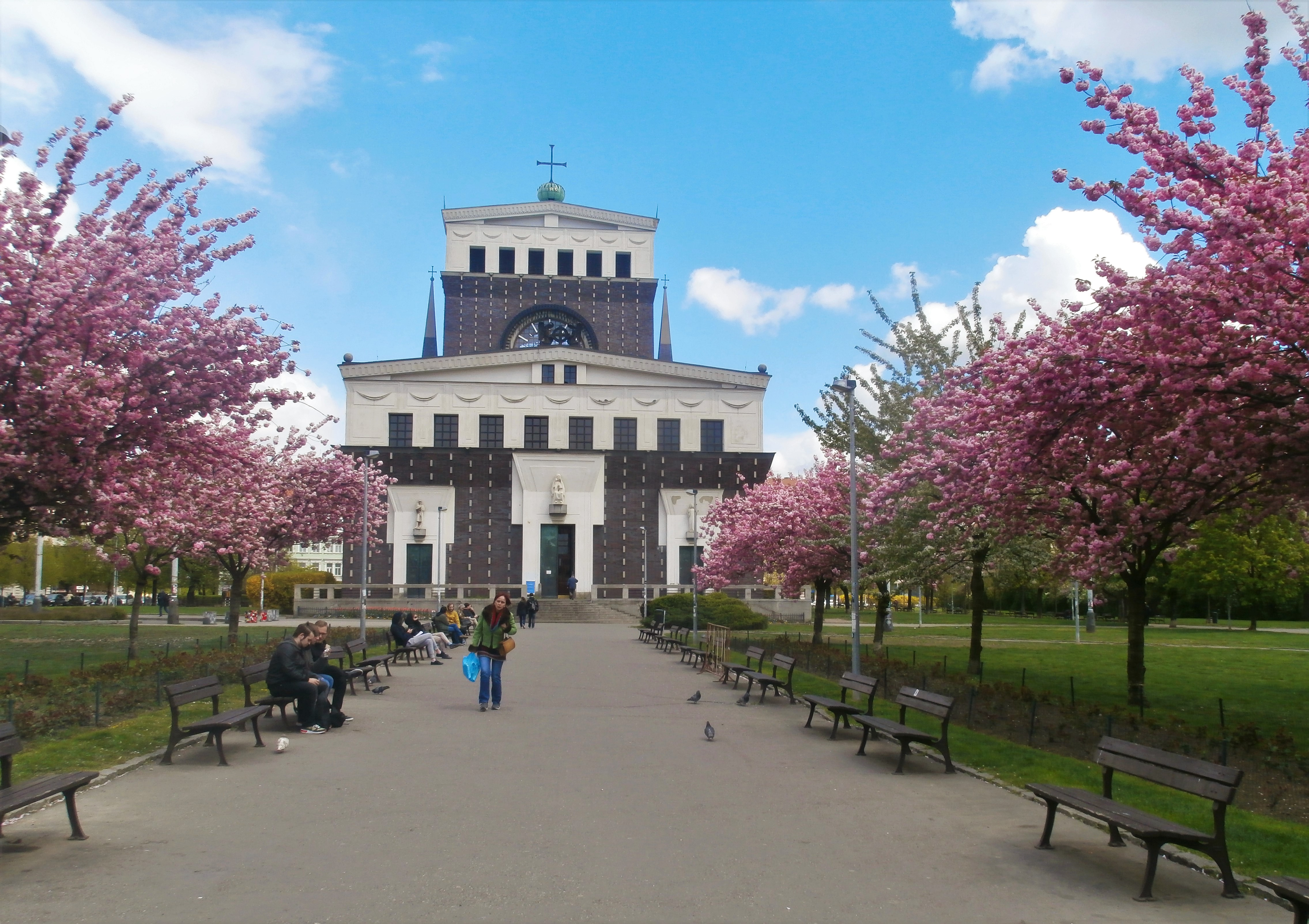
Fațada bisericii
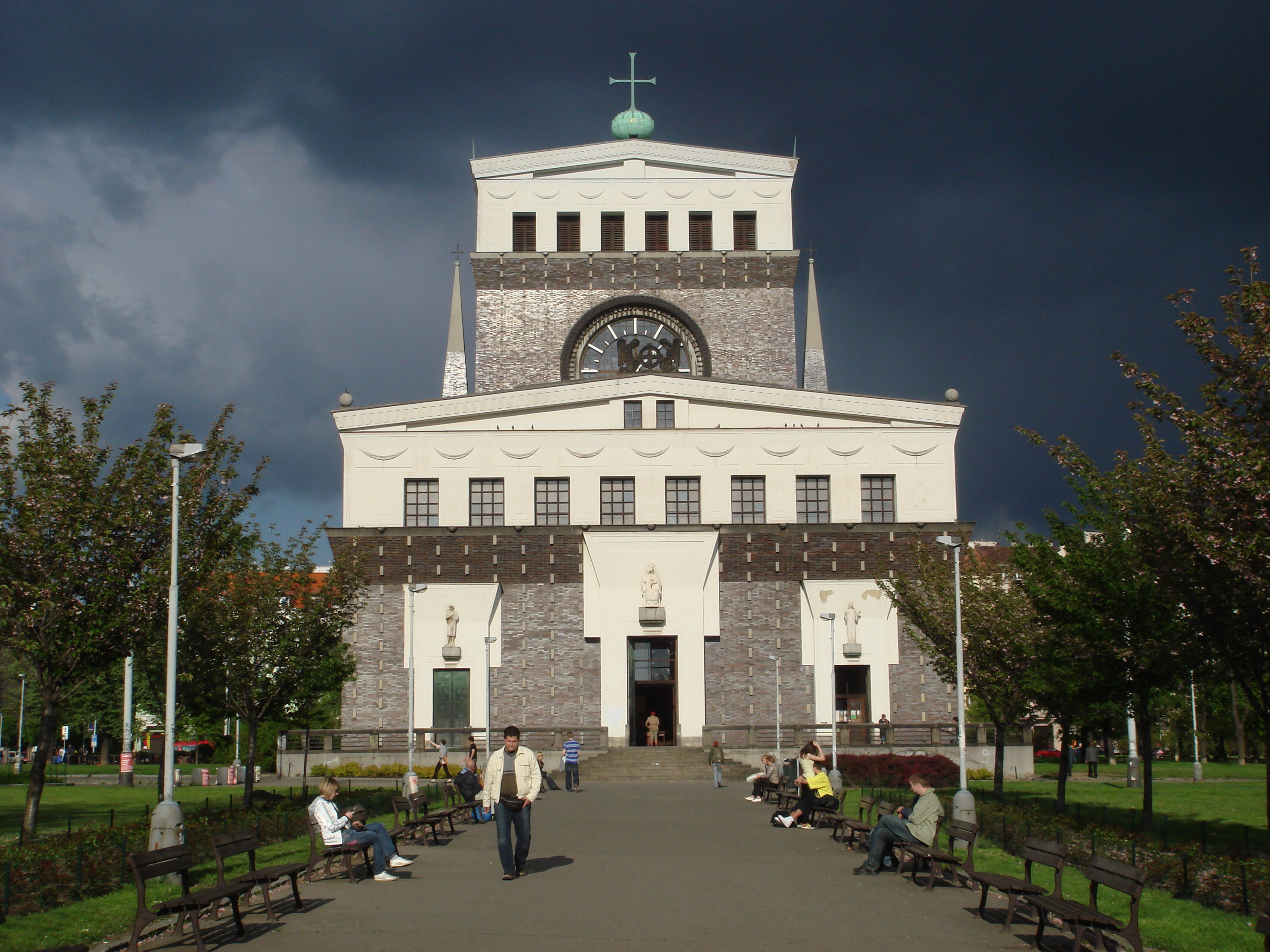
Fațada bisericii
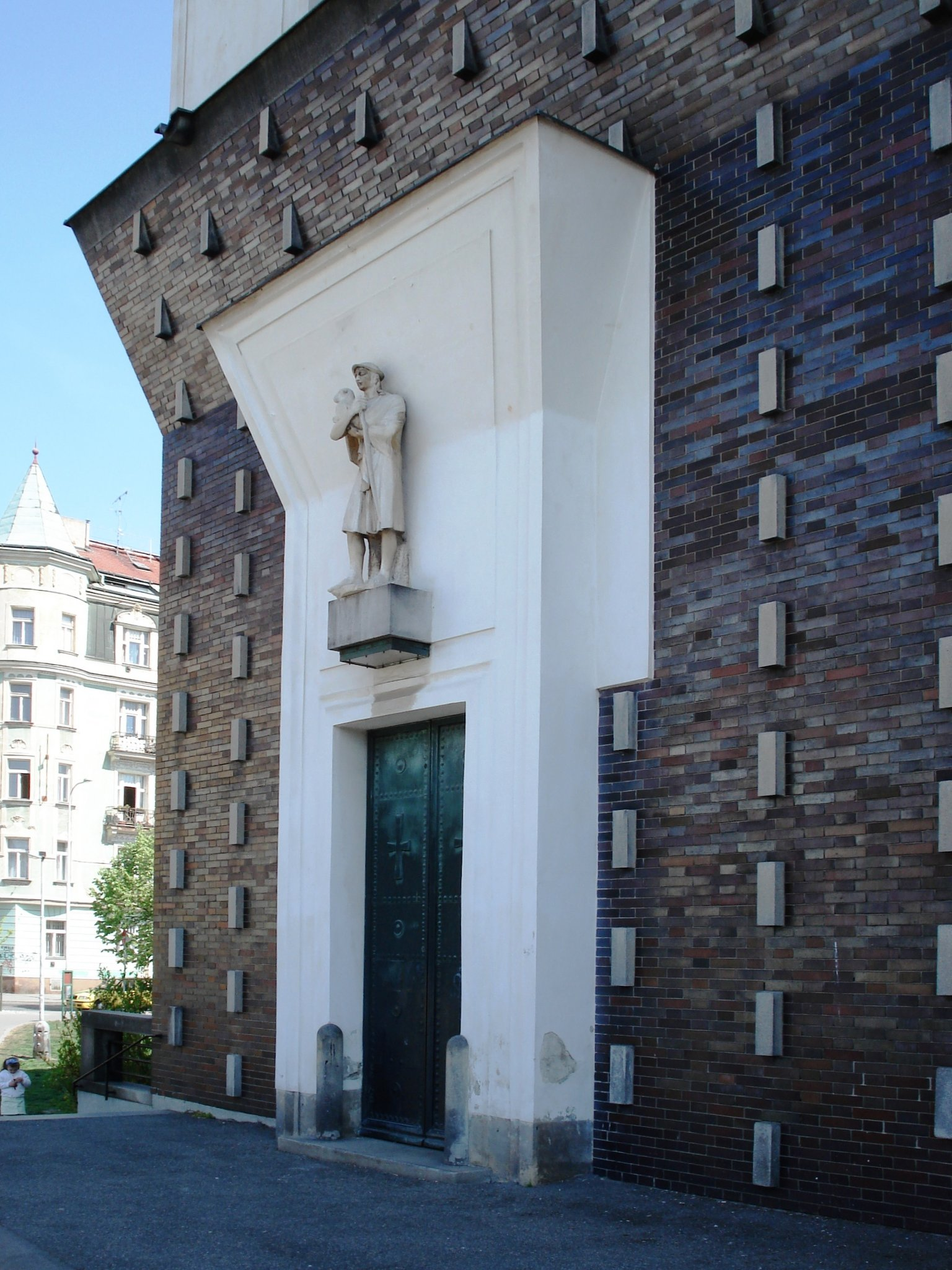
Detaliu de exterior
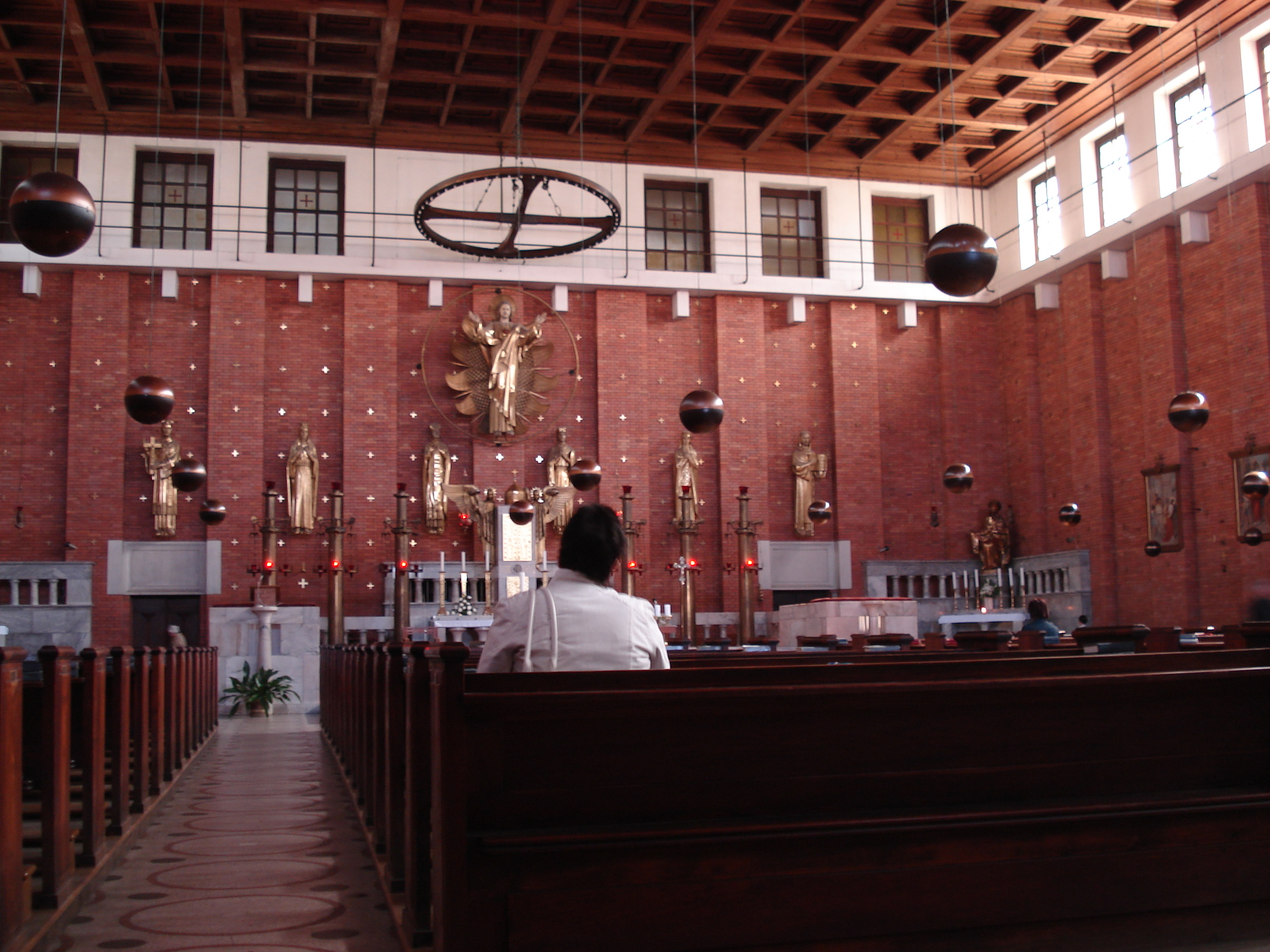
Interior

## Legături externe
- web farnosti NSP (historie chrámu, pořad bohoslužeb aj.):
- Chrám Nejsvětějšího Srdce Páně v Praze 12., na Královských Vinohradech : Dle projektu prof. arch. Jos. Plečnika. Praga. 1932.[nefuncțională]